# Tarasnice

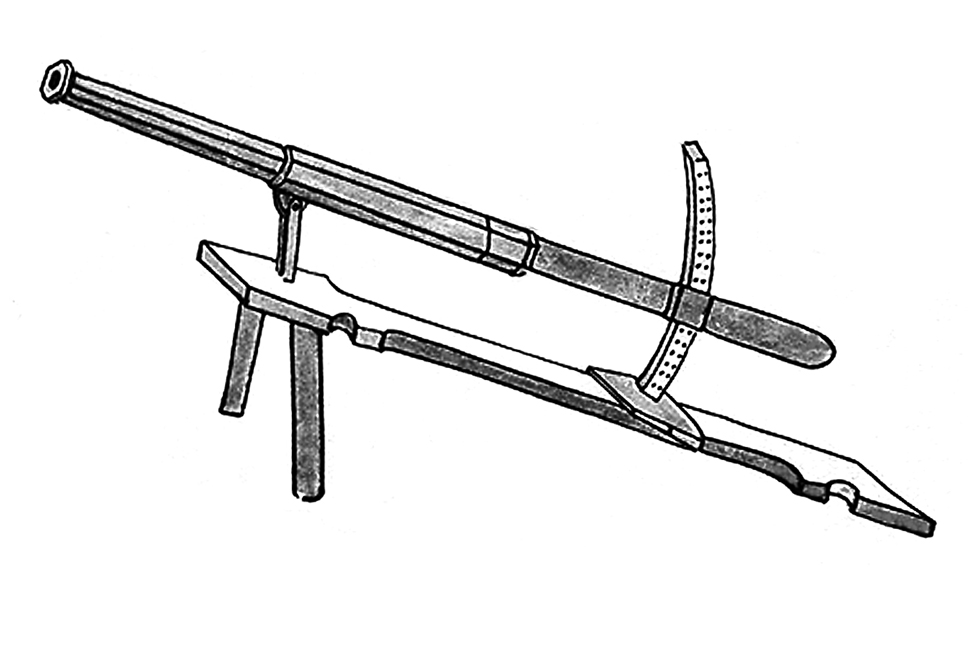
Kresba tarasnice

Tarasnice je jednak druhem stacionární palné zbraně typické pro 15. století a určené především pro přímou střelbu, mimoto je ale pojem používán i pro moderní přenosné zbraně se střelami na reaktivním principu, které jsou určeny pro likvidaci pevných krytů nebo obrněné techniky.

## Historické tarasnice
Tarasnice měly poměrně značně dlouhou hlaveň (poměr mezi světlostí neboli vnitřním průměrem a délkou se pohyboval mezi 1 : 8 a 1 : 12), jejíž světlost byla rovna světlosti prachové komory. Tarasnice jako houfnice byly zprvu kovány z ocelových pásů, svíraných příčně kruhy. Avšak z husitských válek jsou již doloženy zprávy o lití velkých tarasnic. Ráže těchto děl se pohybovala mezi 50–100 milimetrů. Střílelo se z nich nejprve kamennými koulemi.[zdroj⁠?!] Za husitských válek se používaly jako projektil železné kované koule, lité olověné koule a dokonce střely s železným jádrem obaleným olověným pláštěm. Předpokládaný účinný dostřel byl asi 250–300 metrů.
Jméno tarasnice pochází patrně od tarasu, ochrany mezi bojovými vozy,  či dle dřevěného podstavce, na který byla upevňována.[zdroj?] Tarasnice byly typickými pevnostními zbraněmi, ale používaly se i při obléhání. Za husitských válek byly patrně často vezeny na půlvoze – jednoduché dřevěné lafetě.

## Moderní tarasnice

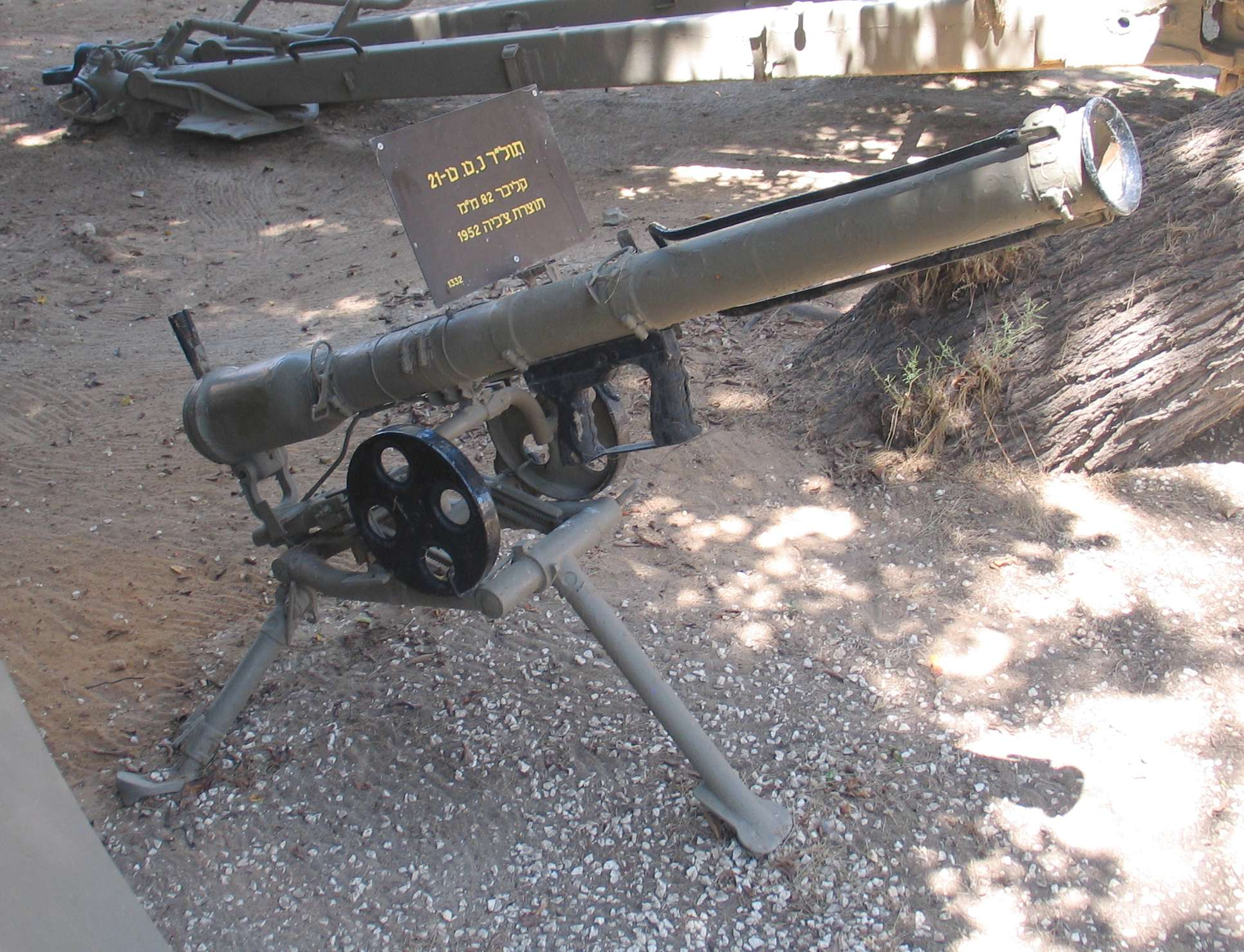
Tarasnice T-21 82-mm - v Izraelském muzeu

Pojem tarasnice je používán pro skupinu zbraní nasazovaných ve druhé světové válce i po ní, ke kterým patří bazuka, pancéřová pěst a RPG. Tyto názvy bývají používány jako synonyma. 
Zbraň, která měla označení tarasnice přímo v názvu byla ve výzbroji ČSLA po druhé světové válce. Šlo o Tarasnici T21, která mohla být vybavena lafetou s koly, nebo používána bez ní. Měla ráži 82 milimetrů a uváděný účinný dostřel 600 metrů, přestože maximální dostřel byl až 2 500 metrů. 
Jiným příkladem je Tarasnice Carl Gustaf M3. Má ráži 84 milimetrů a účinný dostřel 700 metrů. Tato zbraň je i ve výzbroji  Armády České republiky. Zároveň dokladuje nejednoznačné používání pojmů, protože ji lze najít i pod označením pancéřová pěst. Podobnou mimo jiné používal i Docent Chocholoušek.